# Фарингеальний рефлекс
Фарингеальний рефлекс або блювотний рефлекс — це рефлекторне м'язове скорочення задньої стінки горла, спричинене дотиком до піднебіння, спинки язика, поверхні навколо мигдалин, язичка та задньої стінки горла. Він разом з іншими аеродигестивними рефлексами, такими як рефлекторне глоткове ковтання, запобігає потраплянню предметів у ротовій порожнині в горло, за винятком нормального ковтання, і допомагає запобігти задусі, і є формою кашлю. Фарингеальний рефлекс відрізняється від ларингального спазму, який є рефлекторним скороченням м'язів голосових зв'язок. Відноситься до безумовних рефлексів.